# Łaziska (powiat szydłowiecki)
Łaziska – wieś w Polsce położona w województwie mazowieckim, w powiecie szydłowieckim, w gminie Orońsko. Ma status sołectwa. Leży 5 km od Orońska.
Prywatna wieś szlachecka, położona była w drugiej połowie XVI wieku w powiecie radomskim województwa sandomierskiego.
W latach 1954–1972 wieś należała i była siedzibą władz gromady Łaziska. W latach 1975–1998 miejscowość należała administracyjnie do województwa radomskiego.
Znajduje się w niej zabytkowy dworek, dawna własność rodziny Kunickich.
Wierni Kościoła rzymskokatolickiego należą do parafii św. Jana Chrzciciela i św. Stanisława Kostki w Mniszku, a wierni Kościoła Starokatolickiego Mariawitów należą do parafii Przemienienia Pańskiego w Wierzbicy.